# 2968 Iliya
2968 Iliya (1978 QJ) là một tiểu hành tinh bay qua Sao Hỏa được phát hiện ngày 31 tháng 8 năm 1978 bởi Chernykh, N. ở Nauchnyj.